# Цецилия фон Изенбург
Цецилия фон Изенбург (на немски: Cecilie von Isenburg; * ок. 1203; † сл. 1267) от фамилията Изенберг, е господарка и наследничка на Изенбург-Коберн и чрез женитба господарка на Нойербург.

## Произход и наследство
Тя е дъщеря на Герлах II фон Изенбург-Коберн († 15 април 1235) и съпругата му Юта († 9 юли 1253). Цецилия наследява замък Коберн.

## Фамилия
Цецилия се омъжва за Фридрих фон Нойербург († 17 март 1258) от странична линия на графовете на Вианден, син на граф Фридрих III фон Вианден († сл. 1200/1258) и Матилда (Мехтилд) фон Нойербург († сл. 1200). Той е по-малък брат на граф Хайнрих I фон Вианден († 1252). Те имат децата:
- Агнес фон Нойербург († сл. 1273), омъжена I. за Гилес цу Родемахерн († 1244), II. ок. 1243 г. за Сойер II фон Буршайт († 24 октомври 1264)
- Фридрих II фон Нойербург-Коберн (* ок. 1220; † 1281), господар на Нойербург и Коберн, женен ок. 1250 г. за Ирмгард (Ерменгарда) фон Еш († сл. 1292)
- Хайнрих, каноник в Кьолн